# The Archaic Course
The Archaic Course es el tercer álbum de estudio de la banda noruega de Avant-garde metal, Borknagar. El disco fue grabado, mezclado y masterizado en los estudios de Woodhouse entre el 17 de agosto y 5 de septiembre de 1998 por Century Media Records y publicado el 20 de octubre del mismo año. Este álbum es la primera aparición de ICS Vortex en las voces principales, reemplazando a Garm (él mismo recomendó a Brun su contratación). Vortex ya había colaborado con Arcturus un año antes en el álbum La Masquerade Infernale con voces, pero sus mayores proyectos los realizó con su banda Lamented Souls, donde también cantaba, tocaba la batería (1991-1993), el bajo (1993-1996) y la guitarra (1994-) hasta 1997, año de su separación (aunque posteriormente reformó la banda). Otra incorporación sería la de Jens F. Ryland (fundador del Inferno Metal Festival tres años después), como apoyo en la guitarra, esta fue su primera vez en una banda.
La canción "Ocean Rise" más tarde fue regrabada (en una versión acústica) y usada en el álbum Origin el 2006. 
Vortex también hizo el sintetizador y efectos en "Ad Noctum".

## Lista de canciones
| N.º | Título                                        | Escritor(es)                               | Duración |  |
| 1.  | «Oceans Rise»                                 | Øystein G. Brun                            | 5:27     |  |
| 2.  | «Universal»                                   | Brun                                       | 5:35     |  |
| 3.  | «The Witching Hour»                           | Øystein G. Brun, Ivar Bjørnson, ICS Vortex | 4:26     |  |
| 4.  | «The Black Token»                             | Øystein G. Brun, Ivar Bjørnson, ICS Vortex | 5:19     |  |
| 5.  | «Nocturnal Vision»                            | Øystein G. Brun, ICS Vortex                | 4:35     |  |
| 6.  | «Ad Noctum»                                   | Øystein G. Brun, ICS Vortex                | 4:22     |  |
| 7.  | «Winter Millennium»                           | Brun                                       | 5:44     |  |
| 8.  | «Fields of Long Gone Presence» (instrumental) | Ivar Bjørnson                              | 2:18     |  |

## Créditos
- ICS Vortex	- Voz y teclado y efectos en "Ad Noctum"
- Øystein G. Brun	- Guitarra
- Jens F. Ryland	- Guitarra
- Grim	        - Batería
- Kai K. Lie	        - Bajo
- Ivar Bjørnson	- Sintetizador/teclado y efectos

- Datos: Q1760833